# Ulomorpha sierricola
Ulomorpha sierricola är en tvåvingeart som beskrevs av Alexander 1918. Ulomorpha sierricola ingår i släktet Ulomorpha och familjen småharkrankar. Inga underarter finns listade i Catalogue of Life.